# Liste der Biografien/Nao
Liste der Biografien |
Portal Biografien |
Personensuche
# |
A |
B |
C |
D |
E |
F |
G |
H |
I |
J |
K |
L |
M |
N |
O |
P |
Q |
R |
S |
T |
U |
V |
W |
X |
Y |
Z |
?
 
Na |
Nb |
Nc |
Nd |
Ne |
Nf |
Ng |
Nh |
Ni |
Nj |
Nk |
Nl |
Nm |
Nn |
No |
Nr |
Ns |
Nt |
Nu |
Nv |
Nw |
Nx |
Ny |
Nz
 
Naa |
Nab |
Nac |
Nad |
Nae |
Naf |
Nag |
Nah |
Nai |
Naj |
Nak |
Nal |
Nam |
Nan |
Nao |
Nap |
Naq |
Nar |
Nas |
Nat |
Nau |
Nav |
Naw |
Nax |
Nay |
Naz
Die Liste der Biografien führt alle Personen auf, die in der deutschsprachigen Wikipedia einen Artikel haben. Dieses ist eine Teilliste mit 32 Einträgen von Personen, deren Namen mit den Buchstaben „Nao“ beginnt.

## Nao
- Nao (* 1987), englische R&B-Sängerin
- Nao, Alei (* 1993), papua-neuguineischer Cricketspieler

### Naod
- Na’od I. († 1508), Kaiser (Äthiopien)
- Na’od II. (1704–1722), Negus Negest (Kaiser) von Äthiopien

### Naoe
- Naoe, Kanetsugu (1560–1620), japanischer Samurai der Sengoku-Zeit

### Naog
- Naogeorg, Thomas (1508–1563), neulateinischer Dramatiker, evangelischer Theologe, Pamphletist und Reformator

### Naok
- Naoki Kojima (* 2000), japanischer Radrennfahrer
- Naoki, Kazu (* 1918), japanischer Fußballspieler
- Naoki, Masafumi (* 1993), japanischer Sprinter
- Naoki, Sanjūgo (1891–1934), japanischer Schriftsteller

### Naom
- Naomi (* 1987), US-amerikanische WrestlerinNaomi (* 1987)

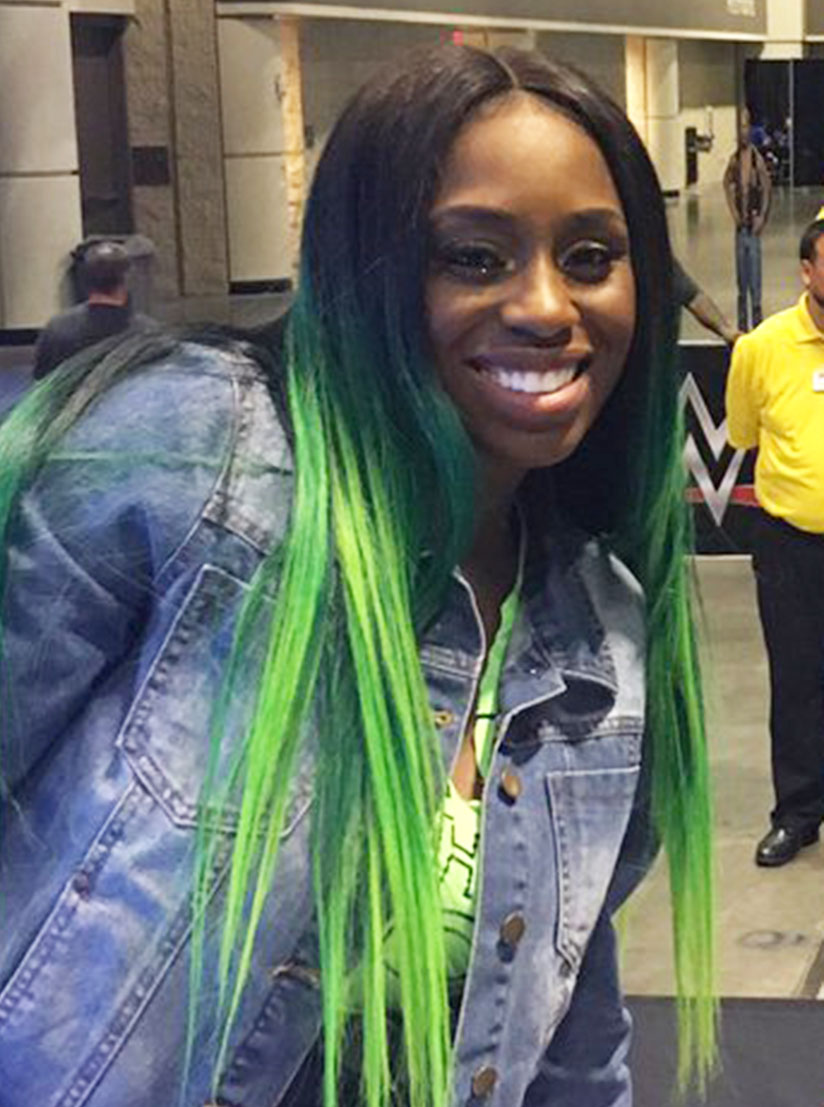
Naomi (* 1987)

- Naomi, Emma (* 1994), britische Schauspielerin
- Naomi, Terra (* 1979), US-amerikanische Sängerin
- Naomoto, Hikaru (* 1994), japanische Fußballspielerin

### Naon
- Naón, Luis (* 1961), argentinischer Komponist

### Naor
- Naor, Abba (* 1928), litauischer Holocaust-Überlebender
- Naor, Assaf (* 1975), tschechisch-israelischer Mathematiker
- Naor, Jigal (* 1958), israelischer Schauspieler
- Naor, Miriam (1947–2022), israelische Richterin, Präsidentin des Obersten Gerichts Israels
- Naor, Moni (* 1961), israelischer Informatiker
- Naor, Mordechai (* 1934), israelischer Historiker, Journalist, Rundfunkintendant, Schriftsteller
- Naora, Nobuo (1902–1985), japanischer Archäologe, Archäozoologe und Paläontologe
- Naoroji, Dadabhai (1825–1917), parsischer Intellektueller und Gelehrter und indischer Politiker, Mitglied des House of Commons

### Naos
- Naoshima, Masayuki (* 1945), japanischer Politiker

### Naot
- Naot, Jehudit (1944–2004), israelische Biologin und Politikerin
- Naotsuna, japanischer Schwertschmied

### Naou
- Naouali, Wissem (* 1983), tunesischer Fußballtorhüter
- Naoum, Agapios Salomon (1882–1967), libanesischer Erzbischof
- Naoum, Jusuf (1941–2022), libanesisch-deutscher Schriftsteller und Geschichtenerzähler
- Naoúm, Phokion (1875–1950), deutscher Sprengstoffchemiker
- Naoum, Yara (* 1987), ägyptische Schauspielerin und Model
- Naoura, Salah (* 1964), deutscher Kinder- und Jugendbuchautor und ÜbersetzerSalah Naoura (* 1964)

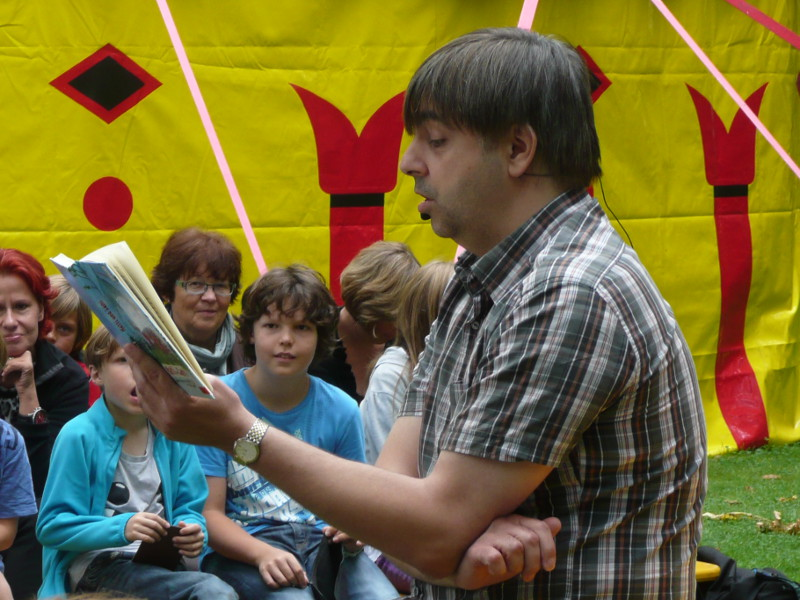
Salah Naoura (* 1964)